# Duisburg Hauptbahnhof
Duisburg Hauptbahnhof  egy átmenő vasútállomás Németországban, Duisburgban. Az állomáson egyaránt megállnak a távolsági ICE és a regionális vonatok. Naponta kb. 700 járat érinti, mellyel napi 100 ezer utas érkezik ide. A német vasútállomáskategória első osztályába tartozik, ebben a kategóriában 20 német főpályaudvar található, jellemzően a legnagyobbak és legfontosabbak.

## Vasútvonalak
Az állomást az alábbi vasútvonalak érintik:
- Duisburg–Dortmund-vasútvonal
- Oberhausen–Arnhem-vasútvonal
- Witten/Dortmund–Oberhausen/Duisburg-vasútvonal
- Köln–Duisburg-vasútvonal
- Duisburg-Ruhrort–Mönchengladbach-vasútvonal
- Rheinhausen–Kleve-vasútvonal
- Troisdorf–Mülheim-Speldorf-vasútvonal
- Duisburg–Quakenbrück-vasútvonal

## Forgalom

### Regionális forgalom
| Járat                                                                         | Vonal                  | Útvonal | Vonalszám          | Ütem     |
| ----------------------------------------------------------------------------- | ---------------------- | --- | ------------------ | -------- |
| RE 1                                                                          | NRW-Express            | (Paderborn -.- Soest –) Hamm (Westf) -.- Dortmund – Bochum -.- Essen – Mülheim (Ruhr) – Duisburg – Düsseldorf Flughafen – Düsseldorf -.- Köln -.- Aachen | 415, 480           | 60 perc  |
| RE 2                                                                          | Rhein-Haard- Express   | Münster (Westf) -.- Wanne-Eickel – Gelsenkirchen – Essen – Mülheim (Ruhr) – Duisburg – Düsseldorf Flughafen – Düsseldorf                                 | 425                | 60 perc  |
| RE 3                                                                          | Rhein-Emscher- Express | Hamm (Westf) -.- Dortmund -.- Wanne-Eickel – Gelsenkirchen -.- Oberhausen – Duisburg – Düsseldorf Flughafen – Düsseldorf                                 | 415, 416           | 60 perc  |
| RE 5                                                                          | Rhein-Express          | Emmerich -.- Wesel -.- Dinslaken -.- Oberhausen – Duisburg – Düsseldorf Flughafen – Düsseldorf -.- Köln -.- Bonn -.- Koblenz                             | 415, 420, 470      | 60 perc  |
| RE 6                                                                          | Westfalen-Express      | Minden (Westf) -.- Bielefeld -.- Hamm (Westf) -.- Dortmund – Bochum -.- Essen – Mülheim (Ruhr) – Duisburg – Düsseldorf Flughafen – Düsseldorf            | 370, 400, 401, 415 | 60 perc  |
| RE 11                                                                         | Rhein-Hellweg- Express | Hamm (Westf) -.- Dortmund – Bochum -.- Essen – Mülheim (Ruhr) – Duisburg – Rheinhausen -.- Krefeld -.- Mönchengladbach                                   | 415, 430           | 60 perc  |
| RB 31                                                                         | Der Niederrheiner      | Xanten -.- Moers -.- Rheinhausen – Duisburg Hbf | 498                | ~30 perc |
| RB 33                                                                         | Rhein-Niers-Bahn       | Wesel -.- Dinslaken -.- Oberhausen – Duisburg -.- Rheinhausen -.- Krefeld -.- Mönchengladbach                                                            | 420, 425, 485      | 60 perc  |
| RB 33                                                                         | Rhein-Niers-Bahn       | Duisburg -.- Rheinhausen -.- Krefeld -.- Mönchengladbach -.- Aachen                                                                                      | 420, 425, 485      | 60 perc  |
| RB 35                                                                         | Der Weseler            | Emmerich -.- Wesel -.- Dinslaken -.- Oberhausen – Duisburg (-.- Düsseldorf nur HVZ)                                                                      | 420                | 60 perc  |
| RB 37                                                                         | Der Wedauer            | Duisburg – Duisburg-Wedau -.- Duisburg-Entenfang | 449                | 60 perc  |
| S1                                                                            | S-Bahn                 | Dortmund -.- Bochum -.- Essen -.- Mülheim (Ruhr) -.- Duisburg -.- Duisburg-Großenbaum -.- Düsseldorf Flughafen -.- Düsseldorf -.- Hilden -.- Solingen    | 450.1              | 20 perc  |
| S2                                                                            | S-Bahn                 | Dortmund -.- Wanne-Eickel – Gelsenkirchen -.- Oberhausen – Duisburg                                                                                      | 450.2              | 60 perc  |
| „–“ bedeutet ohne Zwischenhalt „-.-“ weitere, nicht aufgezählte Zwischenhalte |                        | |                    |          |